# سيمين فازير
سيمين فازير (بالإنجليزية: Simine Vazire)‏ (مواليد 1980) أستاذة علم النفس في جامعة كاليفورنيا، ديفيس. هي أخصائية علم نفس اجتماعي وشخصي تدرس كيفية تأثير إدراك الذات ومعرفة الذات على شخصية الفرد وسلوكه.